# Markazi
Markazi, eller Markaziprovinsen, (persiska: استان مرکزی , Ostan-e Markazi, "Centralprovinsen") är en provins i västra Iran. Den hade 1 429 475 invånare år 2016, på en yta av 29 127 km². Administrativ huvudort är Arak. Andra större städer är Khomeyn och Saveh.

## Administrativ indelning
Markaziprovinsen var vid folkräkningen 2016 indelad i 12 delprovinser (shahrestan), i sin tur indelade på ytterligare administrativa nivåer.
- Arak
- Ashtian
- Delijan
- Farahan
- Khomeyn
- Khondab
- Komijan
- Mahallat
- Saveh
- Shazand
- Tafresh
- Zarandiyeh